# Corona de Castella i Lleó
La Corona de Castella i Lleó, també coneguda en la forma abreujada Corona de Castella, com a entitat històrica, comença el 1230 quan Ferran III de Castella es corona rei de Castella i rei de Lleó, el qual incloïa els vells regnes de Galícia i Astúries.
La unió entre els dos regnes ja s'havia produït en ocasions anteriors, el 1037 gràcies a Ferran I de Castella i el 1072 amb Alfons VI de Lleó per separar-se de nou el 1157, però aquesta en fou l'última i definitiva.

## Història
Ferran III el Sant va rebre de la seva mare Berenguera de Castella el 1217 el Regne de Castella i del seu pare Alfons IX de Lleó el 1230 el de Lleó. Així mateix, va aprofitar la debilitat del regne almohade per conquistar la vall del riu Guadalquivir, mentre el seu fill Alfons de Molina prenia el Regne de Múrcia. Les Corts de Lleó i Castella es van fondre, moment el qual es considera que sorgeix la Corona de Castella, formada per diferents regnes: Castella, Lleó, Galícia, Toledo i els senyorius bascos, així com altres regnes i senyorius conquistats als àrabs: Còrdova, Múrcia, Jaén, Sevilla, Granada, Gibraltar, Algesires i Molina d'Aragó.
Els regnes van conservar el seu dret propi, així els súbdits de Castella jutjats al Regne de Lleó o a qualsevol altre regne s'acollien al fur de Castella.

## Regnat delsTrastàmares

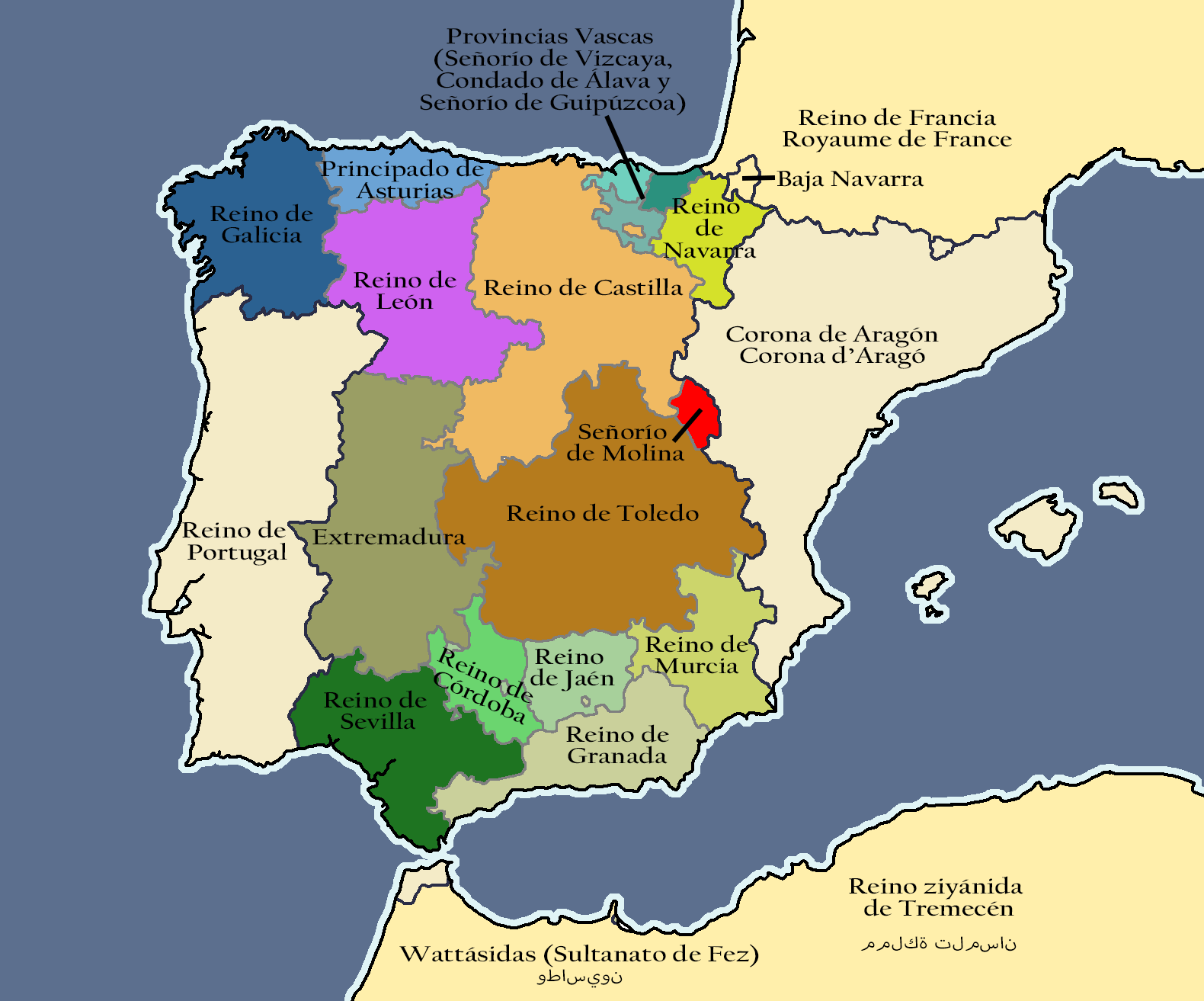
Províncies de la Corona de Castella (1590).

### Dinastia Trastàmara
A la mort d'Alfons XI s'inicià un conflicte dinàstic emmarcat en la Guerra dels Cent Anys entre els seus fills Pere i Enric. Alfons XI havia contret matrimoni amb Maria de Portugal, de la qual va tenir al seu hereu, l'infant Pere. No obstant això, el rei també va tenir amb Elionor de Guzmán diversos fills naturals, entre ells l'infant Enric, comte de Trastàmara, que van disputar el regne a Pere una vegada aquest va accedir al tron.
Pere, en la seva lluita contra Enric, s'alià amb Eduard de Woodstock, anomenat "el Príncep Negre", el qual derrotà l'any 1367 els partidaris d'Enric a la batalla de Nájera. El Príncep Negre, veient que el rei no complia les seves promeses, va abandonar el regne, circumstància que va aprofitar Enric, refugiat a França, per a reprendre la lluita i vèncer Pere l'any 1369 a la batalla de Montiel, en la qual morí el rei castellà.
Joan de Gant, germà del Príncep Negre i duc de Lancaster, contreu matrimoni el 1371 amb Constança, filla de Pere. El 1388 reclamà la Corona de Castella per a la seva dona, hereva legítima segons les Corts de Sevilla de 1361. Arribà a La Corunya amb un poderós exèrcit, prenent primer aquesta ciutat i, més tard, Santiago de Compostel·la, Pontevedra i Vigo i demanà a Joan de Trastàmara, fill d'Enric, que lliurés a Constança el tron.
Aquest, però, no acceptà l'oferta i proposà el matrimoni del seu fill Enric III amb Caterina de Lancaster, filla de Joan de Gant i Constança. La proposta fou acceptada i s'instituí el títol de Príncep d'Astúries. Això va permetre culminar el conflicte dinàstic, a l'afermar la Dinastia Trastàmara i establir la pau entre el Regne d'Anglaterra i Castella.

### Relacions amb la Corona d'Aragó
Durant el regnat d'Enric III es restaurà el poder reial, desplaçant a la noblesa més poderosa. En els seus últims anys delegà part del poder efectiu en el seu germà Ferran d'Antequera, que seria nomenat regent juntament amb la seva esposa Caterina de Lancaster durant la minoria d'edat del seu fill, el príncep Joan. Després del Compromís de Casp de 1412, el regent Ferran va abandonar Castella per esdevenir rei d'Aragó.
A la mort de la seva mare Joan II arribà a la majoria d'edat amb 14 anys, i va contreure matrimoni amb la seva cosina Maria d'Aragó. El jove rei va confiar el govern a Álvaro de Luna y Jarana, la persona més influent en la seva cort i aliat amb la petita noblesa, les ciutats, el baix clergat i els jueus. Això va portar les antipaties de l'alta noblesa castellana i dels Infants d'Aragó, el que va provocar entre 1429 i 1430 la guerra entre Castella i Aragó, amb la victòria final d'Álvaro de Luna i l'expulsió dels infants de Castella.

### Segon conflicte successori
Enric IV de Castella va intentar restablir sense èxit la pau amb la noblesa trencada pel seu pare. Quan la seva segona esposa, Joana de Portugal, va donar a llum a la princesa Joana la Beltraneja, filla que va ser atribuïda a una suposada relació adúltera de la reina amb Beltrán de la Cueva, un dels privats del monarca.
El rei, assetjat per les revoltes i les exigències dels nobles, va haver de signar un tractat pel qual nomenava hereu al seu germà Alfons, deixant a Joana fora de la successió. Després de la mort d'aquest en un accident, Enric IV pactà amb la seva germanastra Isabel el Tractat dels Toros de Guisando, en el qual la nomenava hereva en canvi de què es casés amb el príncep escollit per Enric.

## La unió dinàstica amb la casa reial de la Corona d'Aragó
El 1469 es casaren en secret la reina Isabel I de Castella i el príncep hereu d'Aragó Ferran II d'Aragó, anomenats els Reis Catòlics. Aquest enllaç, va tenir com a conseqüència la unió dinàstica de la Corona de Castella i la Corona d'Aragó el 1479, amb un mateix rei per als dos estats encara que aquesta unió no es fa efectiva fins al regnat del seu net, Carles I de Castella.

Localització de les ciutats comuneres durant la: Revolta de les Comunitats de Castella. En lila, les ciutats rebels, en verd, les lleials al rei. En els dos colors, les que estigueren presents en les dues bandes.

Entre 1474, any de la mort d'Enric IV de Castella, i 1479 es produeix la Guerra civil castellana per la successió de la corona, entre els partidaris d'Isabel i els partidaris de Joana la Beltraneja, germanastra i filla legítima d'Enric IV respectivament, en la qual vencen els partidaris d'Isabel. Pel fet d'haver guanyat els partidaris d'Isabel comportà la unió de la corona castellana amb l'aragonesa, de fet contrari la victòria de la Beltraneja hagués comportat la unió de Castella amb Portugal.
La Corona de Castella va seguir expandint-se amb la presa del Regne de Granada, la incorporació de les Illes Canàries i les noves terres descobertes per Cristòfol Colom: les Índies Occidentals així com per l'annexió del Regne de Navarra. L'any 1520 es produeix la guerra de les comunitats, una revolta contra els abusos de l'emperador Carles I. Els comuners van perdre aquesta guerra i així les corts van ser reduïdes a un mer òrgan consultiu al servei de l'emperador.
Fins al començament de la dinastia Borbó, el 1715, i la constitució d'un Estat gairebé centralitzat, Castella i Lleó va seguir sent un Estat independent, amb lleis, institucions i fronteres pròpies, compartint amb la resta de regnes dels Habsburg tan sols un monarca i un Tribunal de la Inquisició comuns.